# Арістовський Григорій
Арістовський Григорій (чернече ім’я Патрикій; Арістовка — р., м. см. невід.) — викладач, духовний письменник, проповідник, архімандрит. 

## Біографія
Навчався в Казанській семінарії. 
1733 вступив до КМА, закінчив повний курс. 
До Казані повернувся 1744 за викликом єпископа Казанського і Свіязького Л. Конашевича. Десять років викладав у Казанській семінарії. 
З 1754 — ігумен Седміозерної Воскресенської пустині (біля Казані).
1755—1757 — архімандрит Іоано-Предтеченського монастиря. 
1757—1761 — архімандрит Зилантіївого Успенського монастиря Казанської єпархії. Гучний розголос мала його промова, виголошена в Казанському Благовіщенському соборі (28 червня 1750), в якій викривалися дії чиновників, що з корисливими цілями підтримували в казанській єпархії людей ісламської віри. Противники Арістовського у доносі в Санкт-Петербург витлумачили його виступ як протидію указам Сенату та як порушення правил Духовного регламенту. Однак це не справило якогось вирішального впливу на його долю, оскільки єпископ Л. Конашевич довів у Синоді, що Патрикій указів Сенату не порушував.
Відомий як духовний письменник. У його творі «Синтагміон» вміщено канони та молитви до Ісуса Христа і Пресвятої Богородиці. Крім того, він переклав з грецької мови три канони Матфея Кіпрського.